# Ернст-Август Штелльманн
Ернст-Август Штелльманн (нім. Ernst-August Stellmann; 19 квітня 1915, Дюссельдорф — ?) — німецький офіцер-підводник, оберлейтенант-цур-зее резерву крігсмаріне.

## Біографія
1 жовтня 1935 року вступив на флот. З червня 1941 року — вахтовий офіцер в 19-й флотилії мінних тральщиків. З 6 липня по 16 грудня 1942 року пройшов курс підводника. В гурдні 1942 року направлений на будівництво підводного човна U-956. З 6 січня 1943 року — вахтовий офіцер-практикант, потім 2-й вахтовий офіцер на U-956, на якому взяв участь у п'яти походах в Північне море. В квітні 1944 року пройшов курс позиціонування (радіовимірювання), з 1 травня по 9 червня — курс командира човна. В січні 1945 року направлений на будівництво U-2541. З 1 березня 1945 року — командир U-2541, з 9 квітня 1945 року — катера R226. 8 травня 1945 року взятий в полон британськими військами.

## Звання
- Рекрут (1 жовтня 1935)
- Оберматрос резерву (30 вересня 1936)
- Боцманмат резерву (1 квітня 1940)
- Штурман резерву (1 серпня 1940)
- Лейтенант-цур-зее резерву (1 квітня 1941)
- Оберлейтенант-цур-зее резерву (1 вересня 1943)

## Нагороди
- Медаль «За вислугу років у Вермахті» 4-го класу (4 роки)
- Нагрудний знак мінних тральщиків (1941)
- Залізний хрест 2-го класу (1942)
- Нагрудний знак підводника (5 листопада 1943)